# Kolczak (gryzoń)
Kolczak (Echimys) – rodzaj ssaków z podrodziny kolczaków (Echimyinae) w obrębie rodziny kolczakowatych (Echimyidae).

## Rozmieszczenie geograficzne
Rodzaj obejmuje gatunki występujące w Ekwadorze, Peru, Brazylii i regionie Gujana.

## Morfologia
Długość ciała (bez ogona) 242–335 mm, długość ogona 250–395 mm; masa ciała do 760 g.

## Systematyka
Rodzaj zdefiniował w 1809 roku francuski przyrodnik Frédéric Cuvier w artykule zatytułowanym Fragment pierwszych wspomnień pana F. Cuviera na temat zębów ssaków rozpatrywanych jako cechy rodzajowe, opublikowanym w czasopiśmie „Nouveau Bulletin des Sciences, par la Société Philomathique de Paris”. Cuvier nie wskazał gatunku typowego; Gatunkiem typowym jest (późniejsze oznaczenie) kolczak białolicy (E. chrysurus). 

### Etymologia
- Echimys (Echymis, Echinomys, Enchomys, Echmiys): gr. έχίνος ekhinos ‘jeż’; μυς mus, μυος muos ‘mysz’[16].
- Loncheres (Lonchetes, Loncheris): gr. λογχηρης lonkhērēs ‘uzbrojony we włócznię’, od λογχη lonkhē ‘ostrze włóczni’[17]. Gatunek typowy (oznaczenie monotypowe): Myoxus chrysurus Zimmermann, 1780.
- Nelomys: gr. νηλης nēlēs ‘nielitościwy, bezlitosny’; μυς mus, μυος muos ‘mysz’[18]. Gatunek typowy (oryginalne oznaczenie): Echimys cristatus Desmarest, 1817 (= Myoxus chrysurus Zimmermann, 1780).

### Podział systematyczny
Do rodzaju należą następujące gatunki:
| Grafika | Gatunek           | Autor i rok opisu                              | Nazwa zwyczajowa        | Podgatunki         | Rozmieszczenie geograficzne | Podstawowe wymiary                              | Status IUCN |
| ------- | ----------------- | ---------------------------------------------- | ----------------------- | ------------------ | --- | ----------------------------------------------- | ----------- |
|         | Echimys saturnus  | O. Thomas, 1928                                | kolczak ciemny          | gatunek monotypowy | wschodnie andyjskie pogórza i amazońskie niziny we wschodnim Ekwadorze i północnym Peru; zakres wysokości: 130–1105 m n.p.m.                         | DC: 28–33 cm DO: 29–38 cm MC: brak danych       | DD          |
|         | Echimys chrysurus | (E.A.W. Zimmermann, 1780)                      | kolczak białolicy       | gatunek monotypowy | region Gujana i północno wschodnia Brazylia (obszar gujański i wschodnia Nizina Amazonki na wschód do rzeki Xingu); zakres wysokości: 0–200 m n.p.m. | DC: 24–33 cm DO: 25–39 cm MC: do 760 g          | LC          |
|         | Echimys vieirai   | G.E. Iack-Ximenes, de Vivo & Percequillo, 2005 | kolczak kasztanowogłowy | gatunek monotypowy | endemit Brazylii: na południe od rzeki Amazonka pomiędzy rzekami Madeira Tapajós                                                                     | DC: około 24 cm DO: około 34 cm MC: brak danych | DD          |

Kategorie IUCN:  LC  – gatunek najmniejszej troski,  DD  – gatunki o nieokreślonym stopniu zagrożenia.